# Filippo di Thaon
Filippo di Thaon o anche di Thaun (... fine XI secolo – ...; fl. XII secolo prima metà XII secolo) è stato un monaco cristiano e poeta francese.

## Biografia
Visse in Normandia durante il regno di Enrico I d'Inghilterra. Fu autore, verso l'anno 1119, del Livre des Créatures ("Libro delle Creature") o Comput un poema didattico sui corpi celesti e sui calcoli del calendario. Fu anche autore di un Lapidaire (lapidario), opera sulle pietre. Ma la sua opera più nota è il Bestiaire (bestiario), dedicato alla seconda moglie del re Enrico, Adelaide di Lovanio (circa 1103 – 1151). Gli viene attribuita anche una versione in prosa del Livre de Sibile ("Libro della Sibilla").

## Il Bestiario
I 38 capitoli del Bestiario sono, secondo McCulloch:

### Le Bestie
- Capitolo 1.    Leun (Leone)
- Capitolo 2.   Monosceros (unicorno)
- Capitolo 3.   Pantere (et dragun) (Pantera e drago)
- Capitolo 4.   Dorcon (Capra o capra selvatica)
- Capitolo 5.   Ydrus (et cocodrille)  (Idra e coccodrillo)
- Capitolo 6.   Cerf (Cervo)
- Capitolo 7.   Aptalon (Antilope)
- Capitolo 8.    Furmi (Formica)
- Capitolo 9.   Onoscentaurus (Onocentauro)
- Capitolo 10.  Beuvron (Castoro)
- Capitolo 11.  Hyena (Iena)
- Capitolo 12.  Mustele (Faina)
- Capitolo 13.  Assida (Struzzo)
- Capitolo 14.  Sylio (Salamandra)
- Capitolo 15.  Serena (Sirena)
- Capitolo 16.  Elefant (Elefante)
- Capitolo 17.  Aspis (Vipera)
- Capitolo 18.  Serra (Pesce sega)
- Capitolo 19.  Heriçun (Riccio)
- Capitolo 20.  Gupil (Volpe)
- Capitolo 21.  Onager (Asino o asino selvatico od onagro)
- Capitolo 22.  Singe (Scimmia)
- Capitolo 23.  Cetus (Balena, l'aspidochelone[2])
- Capitolo 24.  Perdix (Pernice)
- Capitolo 25.  Aigle (Aquila)
- Capitolo 26.  Caladrius (Caradrio)
- Capitolo 27.  Fenix (Fenice)
- Capitolo 28.  Pellicanus (Pellicano)
- Capitolo 29.  Colum (et Peredixion)  (Colomba e albero della croce.)
- Capitolo 30.  Turtre (Tortorella)
- Capitolo 31.  Huppe (Upupa)
- Capitolo 32.  Ibex (Ibis)
- Capitolo 33.  Fullica (Folaga)
- Capitolo 34.  Nicticorax (Barbagianni)

### Le pietre
- Capitolo 35.  Turrobolen (Incendiarie)
- Capitolo 36.  Adamas (Diamante)
- Capitolo 37.  Douze pierres (Pietre ardenti)
- Capitolo 38.  Union (Perla)

## Opere
- Le Livre de Sibile, Éd. Hugh Shields, London, Anglo-Norman Text Society, 1979
- Comput, Éd. Ian Short, London, Anglo-Norman Text Society from Birkbeck College, 1984
- Le Bestiaire, Éd. Emmanuel Walberg, Genève, Slatkine Reprints, 1970.